# Bernhard Schädel
Bernhard Schädel (Gießen, 13 d'octubre de 1878 - Hamburg, 9 de setembre de 1926) va ser un filòleg, fonetista i dialectòleg alemany que influí molt en els filòlegs catalans contemporanis, en la difusió de la catalanística i en l'organització del I Congrés Internacional de la Llengua Catalana, en la creació de l'Institut d'Estudis Catalans i en la redacció del Diccionari Català-Valencià-Balear.

## Vida
Bernhard Schädel estudià a les universitats de Bonn, Heidelberg, Grenoble, Zúric, Florència i Tübingen, on es doctorà amb una tesi sobre el dialecte de la regió d'Ormea (Itàlia). Fou professor de la Universitat de Halle-Wittenberg i de la d'Hamburg. Orientà alguns dels seus millors deixebles, com Fritz Krüger i Martin Niepage, vers els estudis de català. L'any 1904 donà un curs de català a la Universitat de Halle-Wittenberg i viatjà a Mallorca diverses vegades per estudiar el dialecte mallorquí, amb el resultat del treball Mundartliches aus Mallorca (1905) i aleshores hi conegué Antoni M. Alcover. Aquesta coneixença i l'empenta del catalanisme, concretada en la xarxa de col·laboradors d'Alcover per a l'elaboració del Diccionari Català-Valencià-Balear, l'encaminà a dedicar-se des d'aleshores a la llengua catalana. Alcover el prengué com a principal assessor no sols lingüístic sinó també com a gran organitzador.
Assessorà Alcover sobre el Diccionari Català-Valencià-Balear i sobre l'organització i contingut del I Congrés Internacional de la Llengua Catalana. El 1905 també li recomanà que creàs el que seria el Bolletí del Diccionari de la Llengua Catalana. A l'agost i una part del setembre de 1906 feu amb ell un viatge d'investigació de quaranta dies pel Pirineu català.
A l'octubre de 1906 finalment se celebrà a Barcelona el I Congrés Internacional de la Llengua Catalana, al qual Schädel no pogué assistir, malgrat que ja hi hagués dedicat alguns articles al diari Der Tag de Berlín, però hi envià la ponència «Über die Zukunft der katalanischen Sprachstudien» (Sobre l'avenir dels estudis lingüístics catalans). En aquest text, proposà la creació d'un Institut de la Gramàtica, o Institut de la llengua catalana, seguint l'exemple de l'Obra del Diccionari, on treballarien lingüistes que s'haurien de formar primer en la romanística moderna. Aquesta institució tindria l'objectiu principal de l'elaboració d'un atles lingüístic de Catalunya per a conèixer la gramàtica del català via el coneixement dels seus dialectes. Schädel avançà, doncs, el que després seria la Secció Filològica de l'Institut d'Estudis Catalans i les beques d'estudis per a filòlegs a l'estranger.
De fet, l'any següent, des d'Hamburg, on Alcover havia anat a prendre classes de lingüística de Schädel amb altres professors, el mallorquí trameté a Enric Prat de la Riba el memoràndum, que li havia escrit Schädel per a la formació lingüística a l'estranger de tres becaris.
El 1908 publicà el que fou el primer Manual de fonètica catalana. Aquell any també publicà un memoràndum per a orientar els estudis sobre el català (Bolleti del Diccionari de la Llengua Catalana, IV, p. 24-30). Les seves proposicions sobre la formació de lingüistes foren acollides per la Diputació de Barcelona, que envià tres becaris a Alemanya, Suïssa i França (Pere Barnils, Antoni Griera i Manuel de Montoliu) i la filologia catalana adoptà així els mètodes universitaris europeus.
El gener de 1909, Schädel constituí la Société Internationale de Dialectologie Romane i publicà a Brussel·les la Revue i el Bulletin de Philologie Romane. Aquell any aparegueren discrepàncies entre els tres pensionats i Bernhard Schädel, que n'era el director d'estudis, tant que el 1910 fou rellevat de tota responsabilitat envers els becaris. Això posà fi a la tasca de Schädel com a organitzador dels estudis de filologia catalana als Països Catalans.
L'abril del 1911 Schädel fou nomenat professor de lingüística romànica de l'Institut Colonial d'Hamburg. El 1917 fundà l'Ibero-amerikanisches Institut (Institut Iberoamericà d'Hamburg). El 1919 començà a publicar a Hamburg la revista Spanien. El juliol, després d'un parèntesi de quatre anys causat per la guerra, Schädel i Alcover reprengueren les relacions epistolars i aquell mateix any Schädel es reconcilià amb els tres becaris. El 1920 establí a Madrid la delegació espanyola de l'Institut Iberoamericà d'Hamburg.
El 1921 feu un curs ràpid de fonètica i dialectologia catalanes a Francesc de B. Moll i Casasnovas a Mallorca, dins el pla d'estudis que li organitzà per a la seva formació. Aleshores Schädel proposà a Alcover que li cedís la direcció del Diccionari Català-Valencià-Balear, que en aquell moment ja gaudia d'una subvenció del govern espanyol, però Alcover no hi accedí. Aquesta negativa no destorbà, però, les seves relacions i el 1923 Schädel tornà a Mallorca, per cinquena i darrera vegada, i hi coincidí amb Wilhelm Meyer-Lübke, que també hi feia classes a Moll. Aleshores es publicà al Bolletí del Diccionari de la Llengua Catalana el treball de Schädel Redaktioneles Schema für das Diccionari Català-Valencià-Balear, a més d'un treball sobre el mateix tema de Meyer-Lübke.
Des de 1907 fou membre corresponent estranger de l'Acadèmia de Bones Lletres de Barcelona.
L'any 2006, Assumpta Terés, lectora de català a la Universitat d'Hamburg, hi organitzà una exposició dedicada a aquest filòleg.

## Obres
- "Satzungen der Wollweberzunft zu Butzbach von 1478 und 1492", Mitteilungen des Oberhessischen Geschichtsvereins. Neue Folge 10, 1901, p. 82-85.
- Untersuchungen zur katalanischen Lautenwicklung; ausgewählte Abschnitte, Ehrhardt Karras, Halle an der Saale, 1904.
- "Un Art Poétique catalan du XVIe siècle", Mélanges Chabaneau, Romanische Forschungen XIII, Erlangen, 1906. ISSN 0035-8126. (Edició de l'Art de Trobar atribuïda a Francesc d'Olesa).
- Karl Vollmöller, Kritischer Jahresbericht über die Fortschritte der romanischen Philologie, Dresden (Schädel hi redactà uns quants anys la bibliografia crítica sobre l'evolució de la filologia catalana).
- "Relació sobre l'ensenyament dels Estipendiats de la Exma. Diputació Provincial de Barcelona a la universitat de Halle - Any 1908-1909», segons el "Memorandum sobre la necessitat d'una promoció de la filología nacional catalana y els medis ab que's pot obtenir y el fruyt qu'en surtirà"", Bolletí del Diccionari de la Llengua Catalana IV, p 398-402.
- Manual de Fonètica Catalana, Cöthen, 1908.
- "La frontière entre le gascon et le catalan", Romania, gener, 1908.
- Mundartliches aus Mallorca, Halle an der Saale, Verl. R. Haupt, 1905.
- "Über die Zukunft der katalanischen Sprachstudien" dins Primer Congrés Internacional de la Llengua Catalana, Fundació Segon Congrés Internacional de la Llengua Catalana, Ed. Vicens Vives, Barcelona, 1986, p. 410-420. ISBN 84-316-2341-1.
- "Die Katalanischen Pyrenäendialekte", Rev. Dial. Rom. I, p. 15-98, 386-412.
- Unsere kulturellen Beziehungen zur Südamerika vor u. nach dem Kriege, Leipzig, 1915.
- Beiträge zur romanischen Sprachgeographie, Meissner, Hamburg, 1915.
- "Redaktioneles Schema für das Diccionari Català-Valencià-Balear", Bolletí del Diccionari de la Llengua Catalana XIII (juliol-agost 1923), p. 72-94.
- Philologische Studien aus dem romanisch-germanischen Kulturkreise: Karl Voretzch zum 60. Geburtstage und zum Gedenken an seine erste akademische Berufung vor 35 Jahren, Niemeyer, Halle an der Saale, 1927.
- Moderne Katalanische Pyrenäendialekte, 2 vols., manuscrit (Fons Alcover-Moll).
- Il dialetto di Ormea. Studio sulla fonetica e sulle coniugazioni dei gruppi linguistici dell'Italia Nordoccidentale, con comparazione dei dialetti, glossario e mappa, Cavallermaggiore, Gribaudo, 2000.